# Arenariomyces cinctus
Arenariomyces cinctus är en svampart som beskrevs av Höhnk 1954. Arenariomyces cinctus ingår i släktet Arenariomyces och familjen Halosphaeriaceae.   Inga underarter finns listade i Catalogue of Life.